# تخزين الهيدروجين

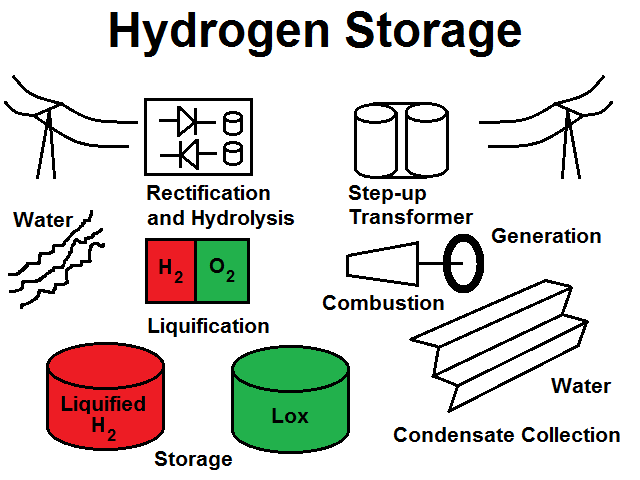

تخزين الهيدروجين هو وصف للطرق التي يمكن من خلالها تخزين غاز الهيدروجين من أجل استعمالات متعددة. هذه الطرق تعتمد على عدة أساليب، منها تطبيق ضغط مرتفع، أو بواسطة التبريد الشديد أو بواسطة مركبات كيميائية لها القدرة بشكل عكوس على تحرير H2 بالتسخين. يعد تخزين الهيدروجين أحد الأهداف الحالية لاقتصاد الهيدروجين. أغلب الأبحاث حول تخزين الهيدروجين تهدف إلى تخزين الهيدروجين على شكل مادة حاملة للطاقة خفيفة الوزن من أجل التطبيقات المختلفة مثل السيارة الهيدروجينية.
يمكن استخدام الهيدروجين السائل أو الطين الهيدروجيني كما في مكوك الفضاء. على الرغم من ذلك فإن الهيدروجين السائل يتطلب تبريداً شديداً حيث يغلي عند 20.268 كلفن أي –252.882 °س. بالتالي، فإن إسالته تتطلب صرف طاقة كبيرة، كما أن الخزانات الحاوية له ينبغي عزلها بشكل جيد، وهذا يعني مصاريف إضافية. بالنسبة للحجم فإن للهيدروجين السائل كثافة طاقة أقل بأربع مرات من الوقود الهيدروكربوني مثل البنزين. بالتالي فإن المشكلة هي بالحجم الواجب توفيره لتخزين الهيدروجين الكافي لتحرير المقدار الكافي من الطاقة.
هذا الأمر ينطبق أيضاً على الهيدروجين المضغوط، حيث أن استخدام خزانات خفيفة الوزن لاحتواء الهيدروجين المضغوط سوف يستهلك 2.1 % من المحتوى الطاقي من أجل تزويد الضاغط بالطاقة. بالإضافة إلى الخطورة المترافقة مع استخدام الهيدروجين المضغوط، حيث أن القليل من الهيئات التي تسمح باستخدامه.